# Monsieur de Sainte-Colombe
Monsieur de Sainte-Colombe (nacido hacia 1640 y muerto hacia 1700), también conocido como Jean de Sainte-Colombe, fue un compositor y destacado violagambista francés. Maestro del también famoso violagambista francés Marin Marais.
Su familia habría sido originaria del sudoeste de Francia.

## Biografía
Se conocen pocos detalles de la vida de este compositor: ni el nombre de sus padres ni las fechas exactas de su nacimiento y muerte, si bien las investigaciones más recientes permiten descubrir que su nombre de pila habría sido Jean —otras fuentes mencionan el nombre de Augustin d'Autrecourt, Sieur de Sainte-Colombe— y que habría tenido como profesor al tiorbista y violista Nicolas Hotman. Tenemos noticias de su talento gracias a sus alumnos, entre los que se encuentran Danoville, Jean Desfontaines, Marin Marais, Pierre Méliton y Jean Rousseau.
Es probable que hubiera sido el introductor de la séptima cuerda de la viola. 
Tanto en la novela original de Pascal Quignard como en la película homónima de Alain Corneau Todas las mañanas del mundo, se lo presenta como un hombre austero y alejado del ambiente de la corte francesa.

## Discografía
- Mr. de Sainte Colombe le fils : 5 Suites pour viole seule par Jonathan Dunford (Accord Baroque, Universal - ASIN|B0002TB5UI). Escuchar un extracto
- Mr. de Sainte Colombe : Suites pour viole seule - Concerts à Deux Violes Esgales par l'Ensemble A 2 Violes Esgales (Adès 204912 - ASIN B000004C8Q). Escuchar un extracto
- Mr. de Sainte Colombe le fils : Pièces de viole - Six Suittes & Tombeau (Le Parnasse de la Viole, vol. I) par Jordi Savall (Alia Vox AV 9827 A+B, 2CD)
- Concerts a deux violes esgales du Sieur de Sainte Colombe, Wieland Kuijken - Jordi Savall (Astrée Auvidis E 7729, 1988)
- Concerts a deux violes esgales du Sieur de Sainte Colombe, Tome II, Jordi Savall - Wieland Kuijken (Astrée Auvidis E 8743, 1992).

- Datos: Q472729